# Großer Bombardierkäfer
Der Große Bombardierkäfer (Brachinus crepitans) ist ein Laufkäfer aus der Unterfamilie der Bombardierkäfer (Brachininae).

## Merkmale
Die Käfer werden 6,3 bis 10,2 Millimeter lang und sind damit die größten Vertreter ihrer Gattung in Mitteleuropa. Die Deckflügel sind blau, grün oder schwarzblau und fein gerillt, Kopf, Halsschild, Schildchen (Scutellum), Fühler und Beine sind gelbrot. Das dritte und vierte Fühlerglied und manchmal auch einige Glieder der Beine sind dunkel gefärbt. Etwas vergrößert kann man am ganzen Körper eine anliegende Behaarung feststellen. Wie alle Bombardierkäfer besitzt auch der Große Bombardierkäfer einen Explosionsapparat am Hinterleib, den er zur Verteidigung gegen Fressfeinde einsetzt, indem er dem Angreifer reizende und übelriechende Gase aus zwei Röhren in seinem Hinterleib direkt ins Gesicht bläst (siehe Bombardierkäfer).

## Verbreitung
Der Große Bombardierkäfer ist eine paläarktisch verbreitete Art. In Europa ist er in weiten Teilen vertreten und er fehlt vor allem im hohen Norden. Nach Osten reicht das Gebiet bis nach Sibirien an den Baikalsee. In Deutschland ist die Art vom Südwesten bis an den nördlichen Rand der Mittelgebirge weit verbreitet, während er in Norddeutschland nicht anzutreffen ist. Allerdings gibt es auch in Süddeutschland zahlreiche Verbreitungslücken.

## Lebensweise
Der Große Bombardierkäfer ist flugfähig (macropter) und wie die meisten Laufkäfer ein nachtaktiver Räuber. Auch die Larven leben räuberisch, wobei sie sich als Ektoparasiten an den Puppen von anderen Laufkäfern entwickeln. Die Imagines sind vom Frühjahr bis in den Herbst anzutreffen, in Baden-Württemberg reicht die Aktivitätszeit vom April bis zum Oktober mit einem Aktivitätsmaximum im Frühsommer vom Mai bis Juni.
Die Tiere leben in trockenen Heidegebieten, auf Trockenrasen, auf Feldern und Weinbergen mit kalkigem Boden. Sie kommen in erster Linie in warmen, höheren Lagen, aber auch in tieferliegenden Gebieten vor. Die bevorzugten Habitate sind vegetationsarm mit vegetationsfreien Bereichen, daher sind sie vor allem häufig in wein- und ackerbaulich genutzten Flächen, Abraumhalden von Steinbrüchen oder in Ruderalflächen anzutreffen. Zudem können sie in besonnten grasigen Habitaten wie Magerrasen auftreten. Man findet sie tagsüber unter Steinen und anderen Verstecken, nicht selten aggregiert in kleinen Gruppen, teilweise zusammen mit dem Kleinen Bombardierkäfer (Brachinus explodens).

## Fortpflanzung und Entwicklung
Die Paarung und Eiablage findet schwerpunktmäßig im Frühjahr statt. Die Eier werden einzeln an Bodenpartikel oder in aus feinem Schlamm gearbeiteten Eikammern abgelegt, die offenbar zum Schutz dienen. Sie sind weißlich und leicht durchsichtig (opak). Ihre Form ist länglich oval mit einem Längsdurchmesser von 0,88 und einem Querdurchmesser von 0,39 Millimetern. Die geschlüpften Larven haben die für Laufkäfer typische Form, länglich mit gut entwickelten Beinen. Sie schlüpfen weiß und dunkeln in den ersten sechs Stunden etwas nach. Sie begeben sich nach dem Schlupf auf die Suche nach einer Käferpuppe potenzieller Wirtsarten. Sind sie erfolgreich, setzen sie gelegentlich die Suche fort. Mit zunehmendem Alter steigt die Tendenz,  bei der gefundenen Puppe zu verbleiben. Dies geschieht durchschnittlich nach 3,2 Tagen (die Zeitangaben beziehen sich auf einen Laborversuch).
Als Wirte sind bislang nur Arten der Laufkäfergattung Amara bekannt. Sobald eine Puppe angenommen wurde, beginnen die Larven daran zu fressen. Dabei attackieren sie zuerst Körperanhänge, danach durchbeißen sie die Außenhaut der Puppe an mehreren Stellen und lecken die austretende Flüssigkeit auf. Bis zur Häutung zum zweiten Larvenstadium dauert es durchschnittlich 5,4 Tage. Im zweiten und dritten Larvenstadium ähneln die Larven Schmetterlingsraupen, sie sind weiß und haben schwach entwickelte Beine. Im ersten und zweiten Larvenstadium wird nur die Hämolymphe der Puppe aufgenommen, im dritten und letzten Larvenstadium wird auch das Gewebe der Puppe gefressen. Das Absterben der Puppe erfolgt während des zweiten Larvenstadiums, wenn die Larven die Intersegmentalhäute attackieren. Das zweite Larvenstadium dauert durchschnittlich 2,8 Tage. Im dritten Larvenstadium wird die Wirtspuppe völlig aufgefressen, danach verharren die Larven mehrere Tage unbeweglich neben der leer gefressenen Puppenhülle. Die Fressphase des dritten und letzten Stadiums dauert durchschnittlich 1,5 Tage, die darauffolgende Ruhephase 4,5 Tage. Die Puppe lässt bereits die Form der fertigen  Imago erkennen. Die Imago schlüpft nach durchschnittlich 9,6 Tagen, die Gesamtentwicklung nach dem Schlüpfen aus dem Ei dauert vierundzwanzig Tage.

## Systematik
Die Art wurde 1758 von Carl von Linné in der zehnten Auflage seiner Systema Naturae wissenschaftlich erstbeschrieben und dort der von ihm ausgestellten Gattung Carabus eingeordnet. Der Mediziner Friedrich Weber beschrieb 1801 die Gattung Brachinus.